# Edward Cempiel
Edward Cempiel (ur. 24 lipca 1949 w Kamienicy) – polski geolog.

## Życiorys
W 1973 ukończył studia na Politechnice Śląskiej i związał się zawodowo z uczelnią do 2015. Kierunkiem badań prowadzonych przez Edwarda Cempiela jest hydrogeologia, ochrona środowiska i zagrożenia wodne w górnictwie. Członek Komisji ds. Zagrożeń Wodnych przy WUG i Normalizacyjnej Komisji Problemowej ds. Techniki i Zagrożeń w Górnictwie. Autor i współautor 62 publikacji i opracowań naukowych.

## Nagrody i odznaczenia
- Złoty Krzyż Zasługi (2002)[2]
- Medal Komisji Edukacji Narodowej
- Odznaka honorowa „Zasłużony dla polskiej geologii”
- Odznaka honorowa „Zasłużony dla Górnictwa RP”